# Аса Гаральдсдоттір
Аса Гаральдсдоттір (давньоскан. Ása Haraldsdóttir) — напівлегендарна регент при синові Гальвдану, конунгу Агдеру, якому на час успадкування був рік. Згадується в «Сазі про Інглінгів» і «Сазі про Гальвдана Чорного».

## Життєпис

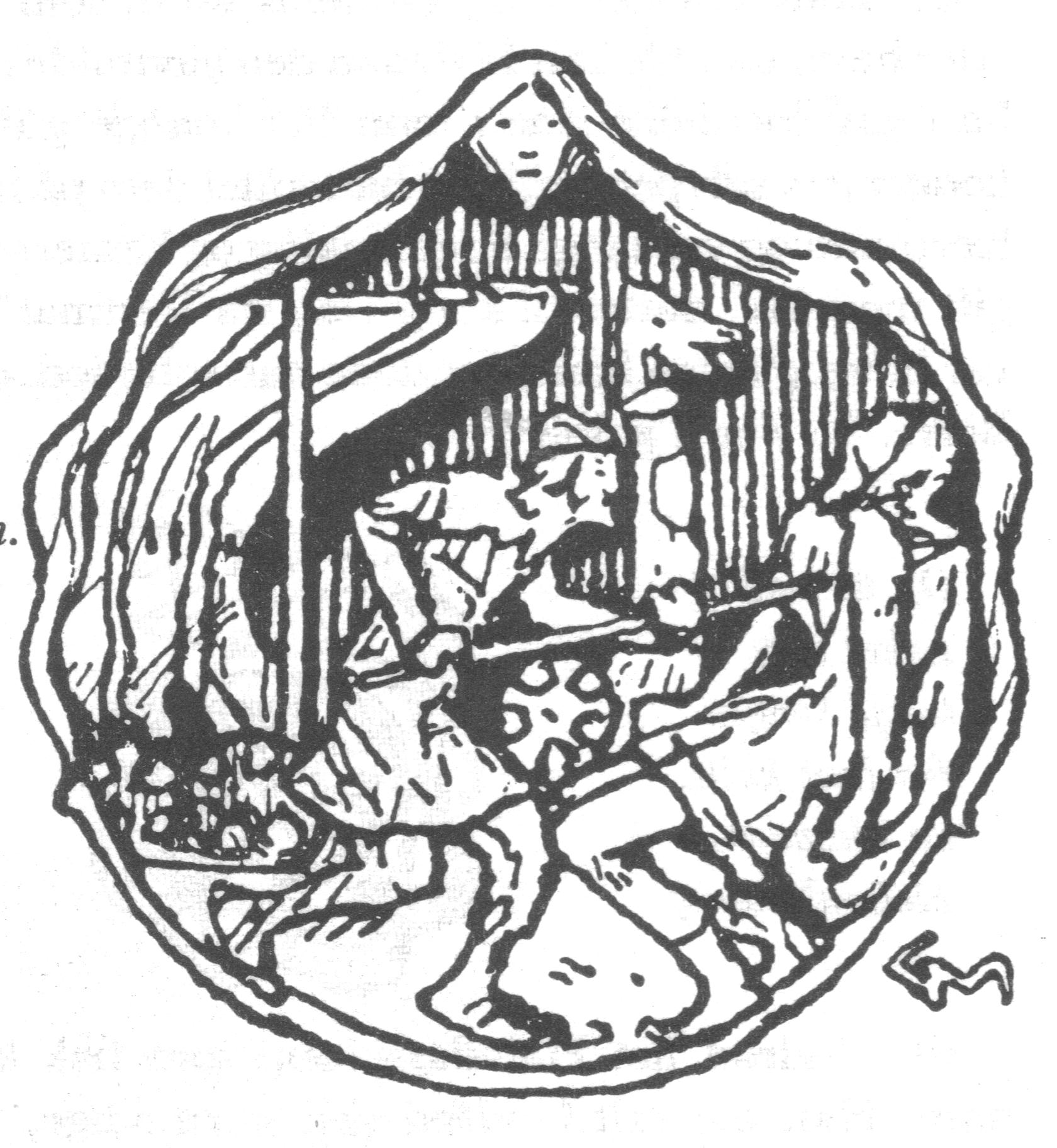
Вбивство гудрьода Мисливця, її чоловіка. Ілюстрація гергарда Мюнте для видання «Саги про Інглінгів» 1899 р.

Неповні відомості про її життя містить «Сага про Інглінгів» в збірнику «Коло Земне» ісландського скальда Сноррі Стурлусона.
Її батьком був конунг Агдеру Гаральд Рудобородий, матір невідома. Вона також мала брата Гюрда.
Коли Гудрьод Мисливець після смерті своєї першої дружини сватався до Гаральда, просячи її руку, він відмовив. Через що перший вирішив взяти її силою. Конунг Вестфоллу зібрав чимало кораблів, і, пропливши до Агдеру, висадився на березі. Атаковані тим часом були сповіщені про просування ворога і виставили воїнів на бій. Але оборонців зім'яли, в ратоборстві полягли і Гаральд Рудобородий і його єдиний син-спадкоємець Гюрд. Асу полонили і привезли до вотчини Гудрьода, який невдовзі зіграв з нею весілля.
Згодом після народження спільного сина Аса помстилася осоружному: коли Гудрьод відплив на бенкет у Стілвусунд, його простромив списом кравець Аси. Конунг не вижив, і Аса безперешкодно повернулася назад в батьківський Агдер з однорічним сином на руках, до його повноліття прийнявши владу як регент.
Аса правила Агдером близько сімнадцяти років, якщо вірити Сноррі. Після закінчення періоду регентства згадки про неї припиняються.

### Гіпотези
Існують теорії, запропоновані археологом Енн Стейн Інгстад у 1992 році і знову підняті у 2007 році професором археології і стародавньої історії Антоном Вільгельмом Брьогером з Університету Осло, про те, що Аса була тою невідомою шляхентою жінкою, похованою на знаменитому Усеберзькому кораблі незабаром після 834 року (сам корабель датують 820-830 рр.), але це не було підтверджено ні тоді ні згодом.